# 67

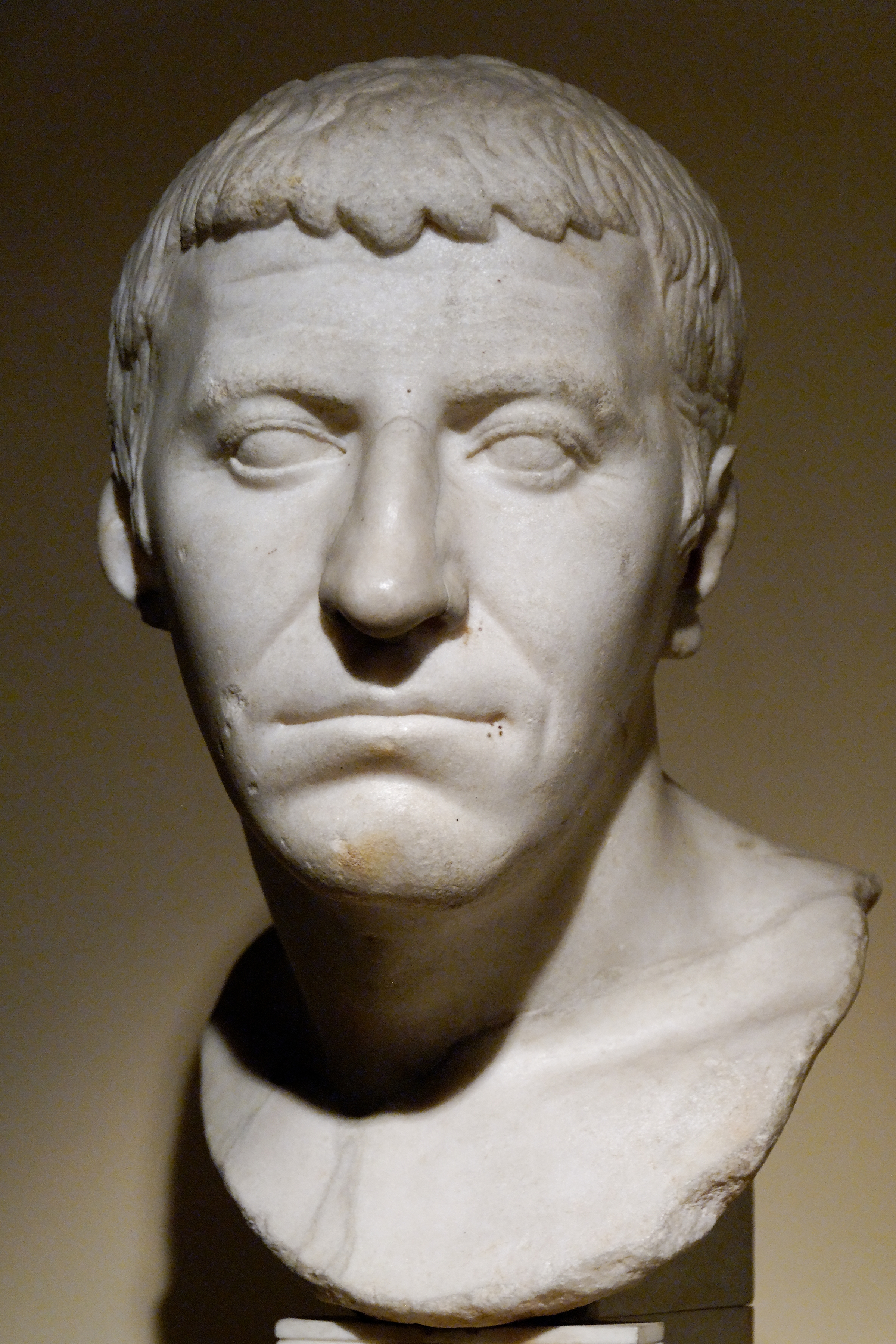
Buste van Gnaeus Domitius Corbulo

Het jaar 67 is het 67e jaar in de 1e eeuw volgens de christelijke jaartelling.

## Gebeurtenissen

### Italië
- Keizer Nero reist naar Griekenland, om in Olympia de Olympische Spelen en andere festiviteiten ter ere van Zeus bij te wonen.
- Gnaius Domitius Corbulo wordt teruggeroepen door Nero en pleegt in Korinthe op zijn bevel zelfmoord.
- Paulus, de apostel, sterft in Rome de marteldood. Hij wordt onthoofd en op zijn graf bouwt men later de Sint-Paulus basiliek.
- Linus (67 - 76) volgt Petrus op als de tweede paus van Rome. Tijdens zijn pontificaat installeert hij 15 bisschoppen in het Romeinse Keizerrijk.

### Palestina
- Nero benoemt Titus Flavius Vespasianus tot opperbevelhebber in Syria. Hij stelt bij Ptolemais een Romeins expeditieleger samen (3 legioenen) en valt Judea binnen.
- Flavius Josephus, Joods historicus, leidt een opstand in Galilea en wordt gevangengenomen door de Romeinen.

## Overleden
- Gnaius Domitius Corbulo, Romeins consul en veldheer
- Paulus, apostel en prediker van het Christendom